# Roger Mayweather
Roger Lee Mayweather (ur. 24 kwietnia 1961 w Grand Rapids, zm. 17 marca 2020 w Las Vegas) – amerykański zawodowy bokser i trener bokserski. Mayweather rywalizował w latach 1981–1999. Był mistrzem świata dwóch kategorii wagowych, posiadając tytuły wagi junior lekkiej WBA od 1983 do 1984 oraz wagi junior półśredniej WBC od 1987 do 1989 roku. Dodatkowo w 1994 roku posiadał tytuł wagi junior półśredniej IBO oraz wagi półśredniej IBO od 1994 do 1995 roku.
Roger był częścią rodziny bokserskiej Mayweather: jego bracia to Floyd Mayweather Sr. i Jeff Mayweather, a jego bratanek to Floyd Mayweather Jr. Roger był trenerem Mayweathera, Jra od 2000 do 2012 roku.
Mayweather zmarł 17 marca 2020 roku w wieku 58 lat, po latach pogarszającego się stanu zdrowia (cierpiał m.in. na cukrzycę) w Las Vegas w stanie Nevada.